# Kapelle (Kirchenbau)

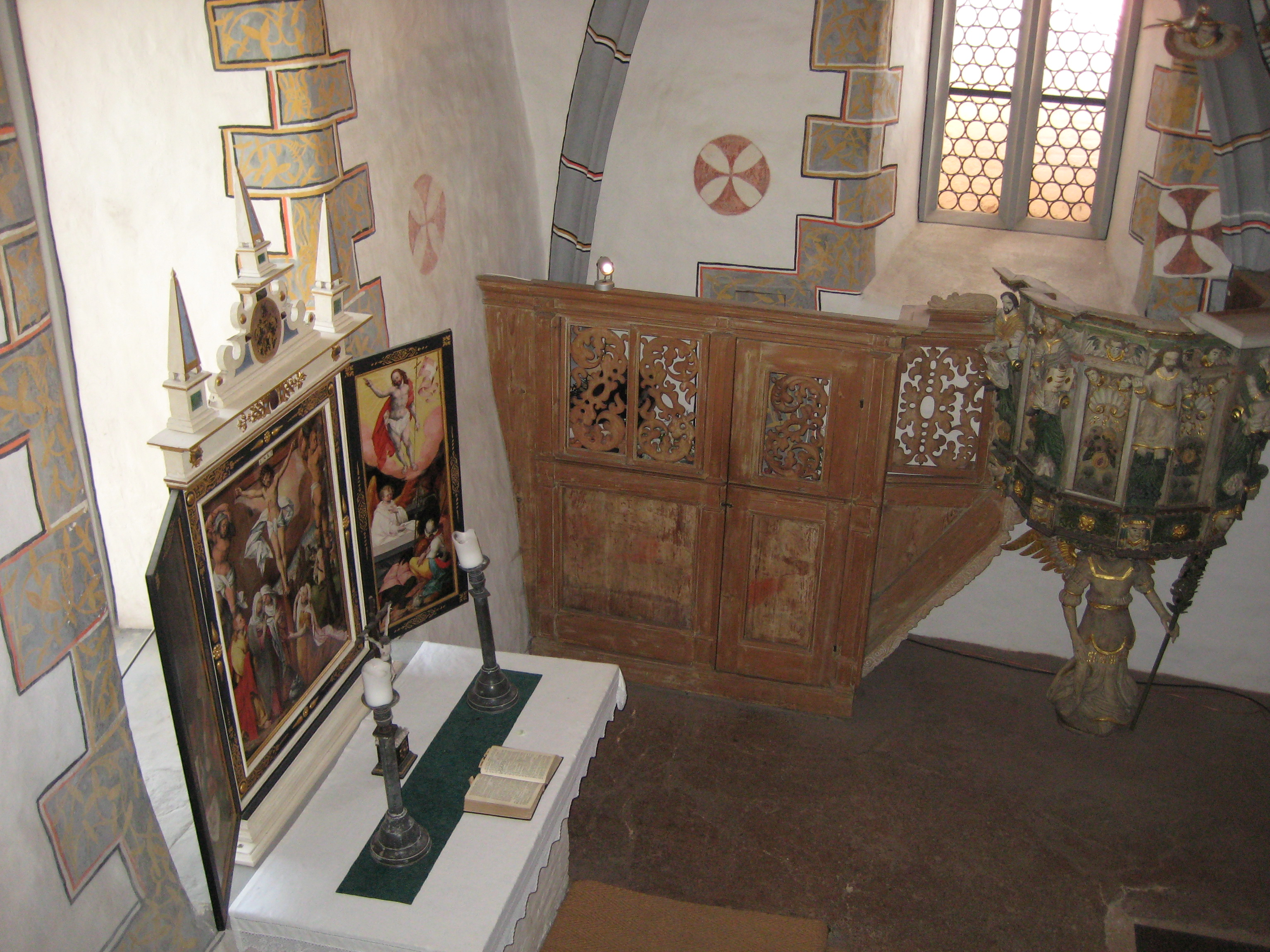
Kapelle aus dem 17. Jahrhundert

Eine Kapelle ist eine baulich kleine Bet-, Gottesdienst- oder Andachtsräumlichkeit. Es kann sich um ein freistehendes Kirchengebäude handeln oder um einen Raum in einem größeren Gebäude. Innerhalb von (größeren) Kirchen sind Kapellen gottesdienstliche Nebenräume, die unterschiedliche Funktionen haben können. Kapellen sind zum Teil privat errichtet. Bei großen Kirchenbauten wurde vor allem im Spätmittelalter Zünften und wohlhabenden Familien die Gelegenheit gegeben, als Stifter Nischen an der Innenseite der Außenwände zu gestalten und mit einem Altar auszustatten.
Das Kirchenrecht der römisch-katholischen Kirche unterscheidet zwischen einer Kapelle (lateinisch oratorium) und einer Privatkapelle (lateinisch sacellum (privatum)). In einigen Freikirchen wird die gottesdienstliche Versammlungsstätte der Gemeinde Kapelle genannt. In manchen Regionen wird von den großen Religionsgemeinschaften die Bezeichnung ‚Kapelle‘ synonym für Filialkirche verwendet.

## Wortherkunft
Kapelle kommt von lateinisch cappa ‚Mantel‘; Diminutiv capella. Damit wurde ursprünglich der Ort bezeichnet, an dem im 7. Jahrhundert die Mantelhälfte des heiligen Martin von Tours in Paris als Reichsreliquie sowie der Heilige selbst von den Merowingern verehrt wurde. Die Capella, der Name für den kleinen – abgeschlossenen – Raum, war schon im Althochdeutschen als Kapella gebräuchlich. Die Gruppe von Klerikern, die in dieser Kapelle den Chordienst und die Stundengebete besorgte, wurden als Capellani (Kaplane) bezeichnet.

## Kapelle als baulicher Begriff
Die Bezeichnung der Kapelle zu Paris ging zurück auf kleine unselbstständige Bet- oder Gottesdiensträume innerhalb von größeren Sakralbauten oder profanen Gebäuden über, wie Chor-, Scheitel-, Kranz-, Seitenschiffs- und Votivkapellen in Kirchen, Beträume in Krankenhäusern und dergleichen, sowie auf freistehende Bauten wie Tauf-, Toten-, Burg- und Schlosskapellen und auf kleinere Gotteshäuser.
Aufgrund der im Mittelalter üblichen Messstipendien, der Gründung von Bruderschaften und der Stiftung von Votivaltären sowie der bis zum Zweiten Vatikanischen Konzil üblichen Einzelzelebration der Priester wurden in Kirchen je nach Größe zwei oder mehrere Seitenaltäre eingerichtet. Wenn durch diese Abtrennung halboffene Räume entstehen, werden diese als „Seitenkapellen“ bezeichnet. Gibt es diese mehrfach um die Apsis herum, so heißt diese Ansammlung „Kapellenkranz“. Einer der ersten Kapellenkränze wurde in Tours (um 1000) geplant und umgesetzt. „Chorkapellen“ finden sich vorwiegend bei Cluniazensern und Zisterziensern. Kapellen, die in den Gesamtbau integriert und nicht additiv angefügt sind, werden als Einsatzkapellen bezeichnet. Derartige Räume zwischen an die Innenseiten der Außenwände gezogenen Strebepfeilern werden auch ohne Altar und ohne liturgische Nutzung als Kapellen bezeichnet.
Ob eine – mehr oder minder – freistehende Kapelle als eigenständiges Gebäude gerechnet wird, hängt von der Lage im Baukörper ab. Neben Kirchen stehende eigenständige Nebengebäude bilden mit dem Hauptbau ein Bauensemble, also vom Denkmalschutz her eine Gesamtanlage. Einer Kirche außen angebaute Gaden werden als Gebäudetrakt zum Haupthaus gerechnet und bilden, wenn sie auch von innen zugänglich sind, einen Gebäudekomplex. Auch Kapellengebäude in Burgen, Klöstern, in Krankenhausarealen oder Friedhofsanlagen werden teils als Bauteil, teils als Bauwerk der Anlage oder Komplexes gezählt.

## Funktionelle Aspekte der Kapelle
Innerhalb von Kirchen kann es je nach Lage oder Funktion verschiedene Kapellenarten geben:
LageQuerhaus-, Chor-, Scheitel-, Kranz- oder Seitenschiffkapellen
FunktionTauf-, Beicht-, Sakraments-, Grab- oder Votivkapellen.

### Mit Gebäuden funktionell verbundene Kapellen
Klosterkapellen
Niederlassungen von Ordensgemeinschaften sollen, wenn sie keine eigene Kirche haben, „wenigstens eine Kapelle (oratorium) haben, in der die Eucharistie gefeiert und aufbewahrt wird, damit sie wirklich die Mitte der Kommunität ist“ (608  CIC). Dieses Oratorium befindet sich in der Regel innerhalb des Klostergebäudes, ist aber oft von außen zugänglich.

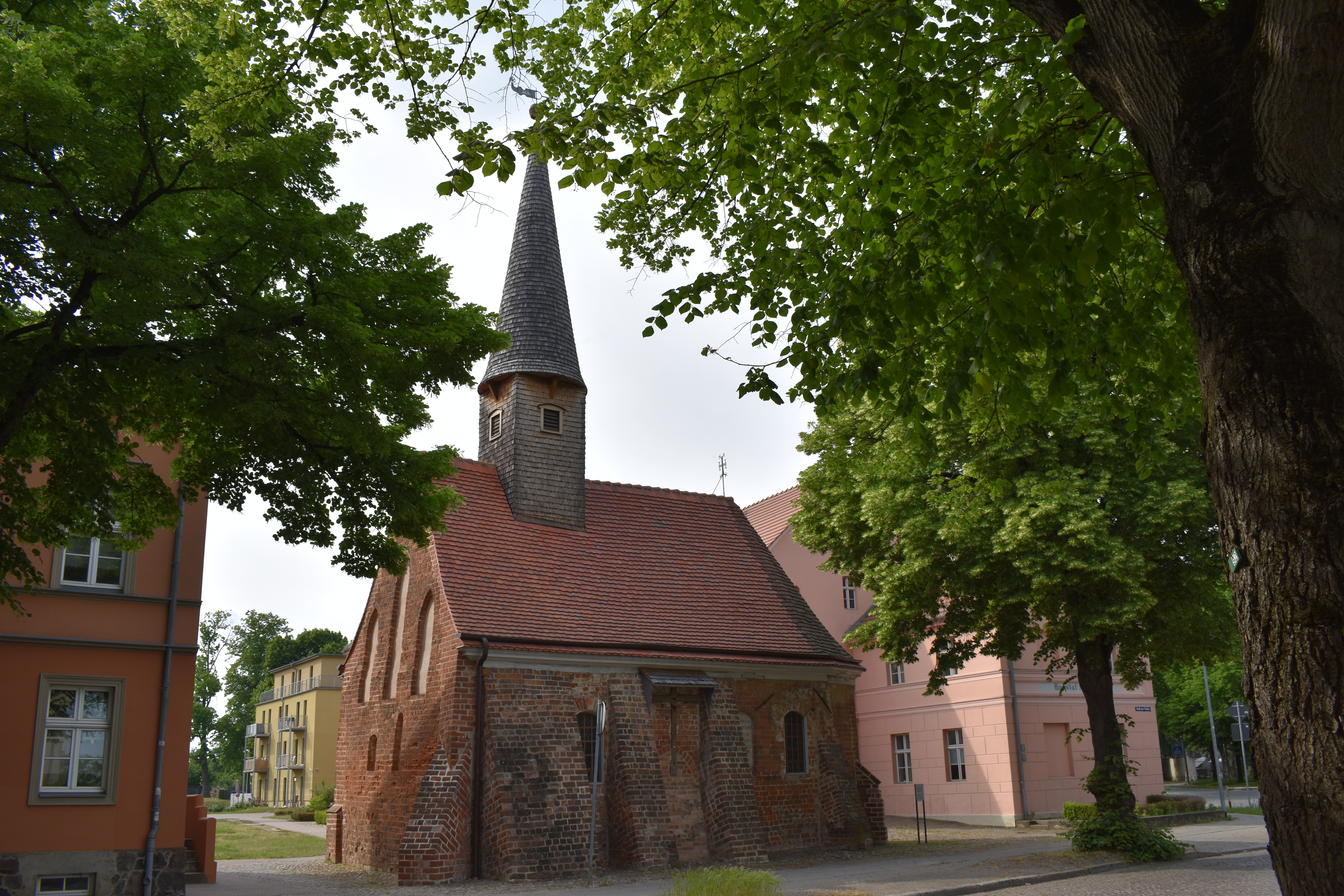
Hospitalkapelle „St. Georg“ in Neuruppin erbaut 1450

Hospitalkapellen

Grabkapellen

Weitere

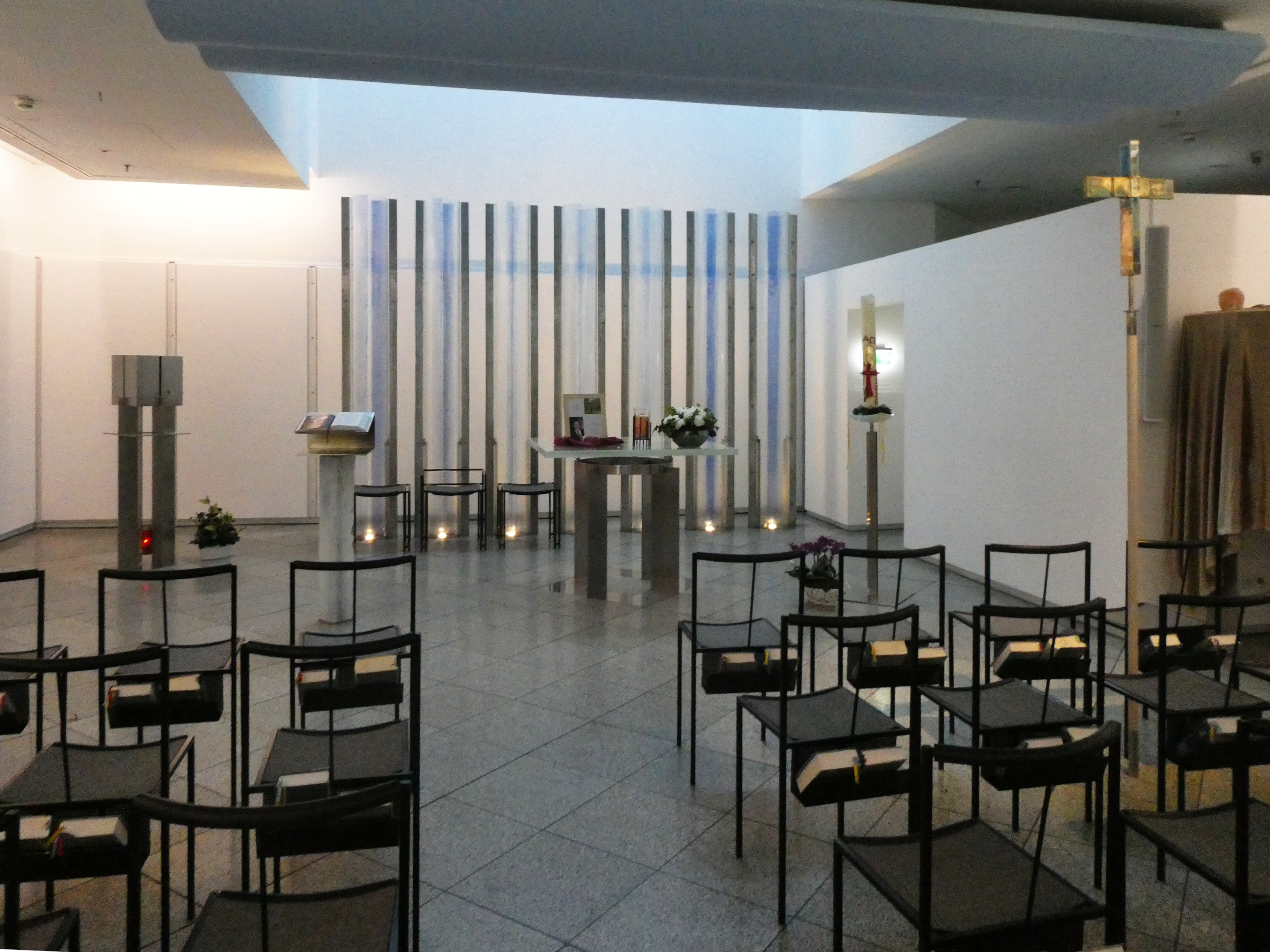
Gebets- und Besinnungsraum im Flughafen München

 Neuere Entwicklungen sind „Bahnhofs-“ und „Flughafenkapellen“; weiterhin wurden in neuerer Zeit Kapellen auch in Fußballstadien eingerichtet, in Deutschland im Berliner Olympiastadion, dem Deutsche Bank Park in Frankfurt am Main sowie der Veltins-Arena in Gelsenkirchen. Hier finden regelmäßig Taufen und kirchliche Trauungen statt.

### Freistehende Kapellen
Taufkapellen
 Vom 4. Jahrhundert bis ins Mittelalter wurden neben Kirchen Taufkapellen (Baptisterien) errichtet, die in der Regel freistehend waren und mit der Kirche verbunden sein konnten. Heute werden in Kirchen die Kapellen, in denen der Taufstein steht, als Taufkapelle bezeichnet.
Wallfahrtskapellen

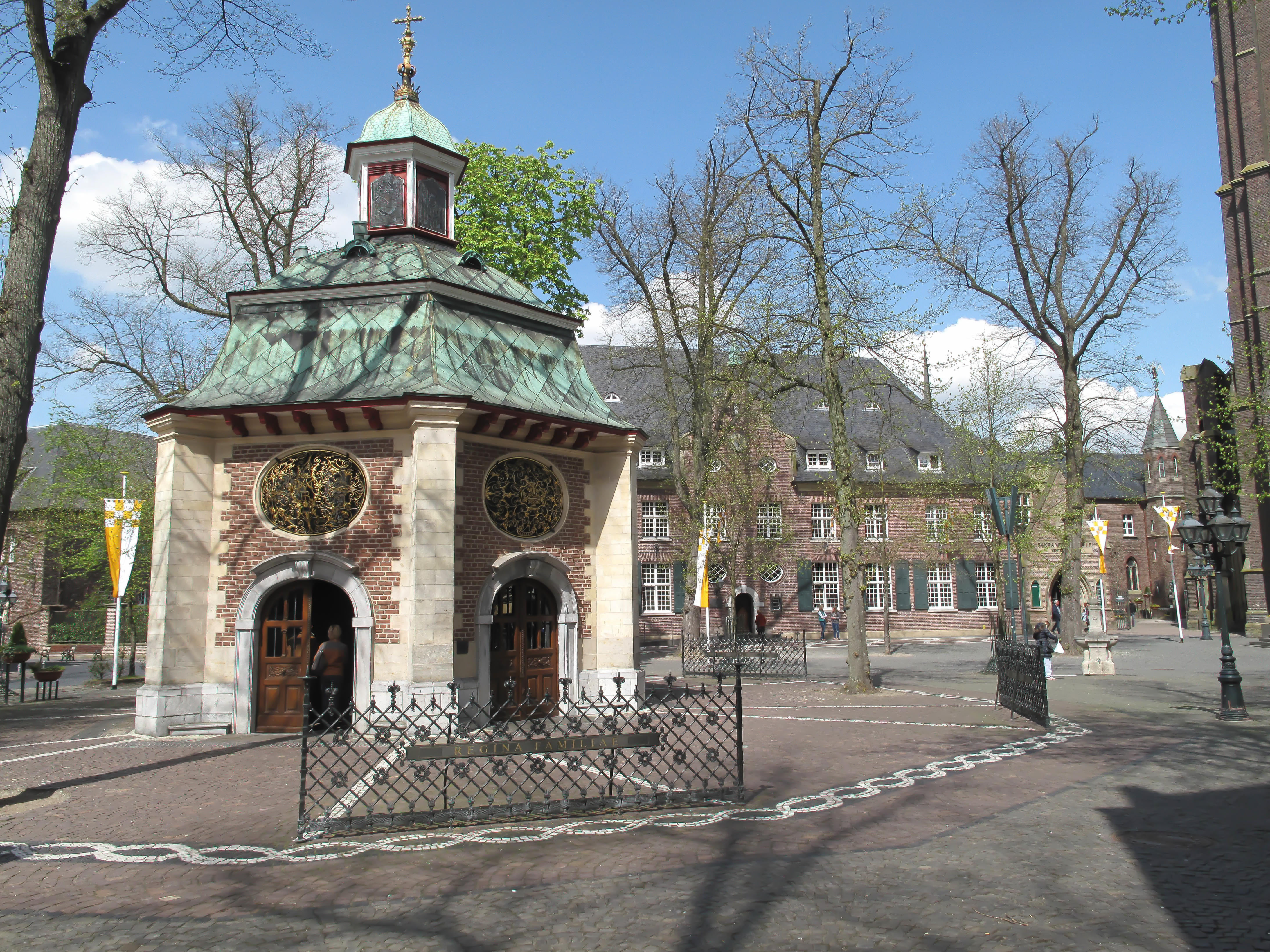
Die „Gnadenkapelle“, Wallfahrtskapelle in Kevelaer (erbaut 1654)

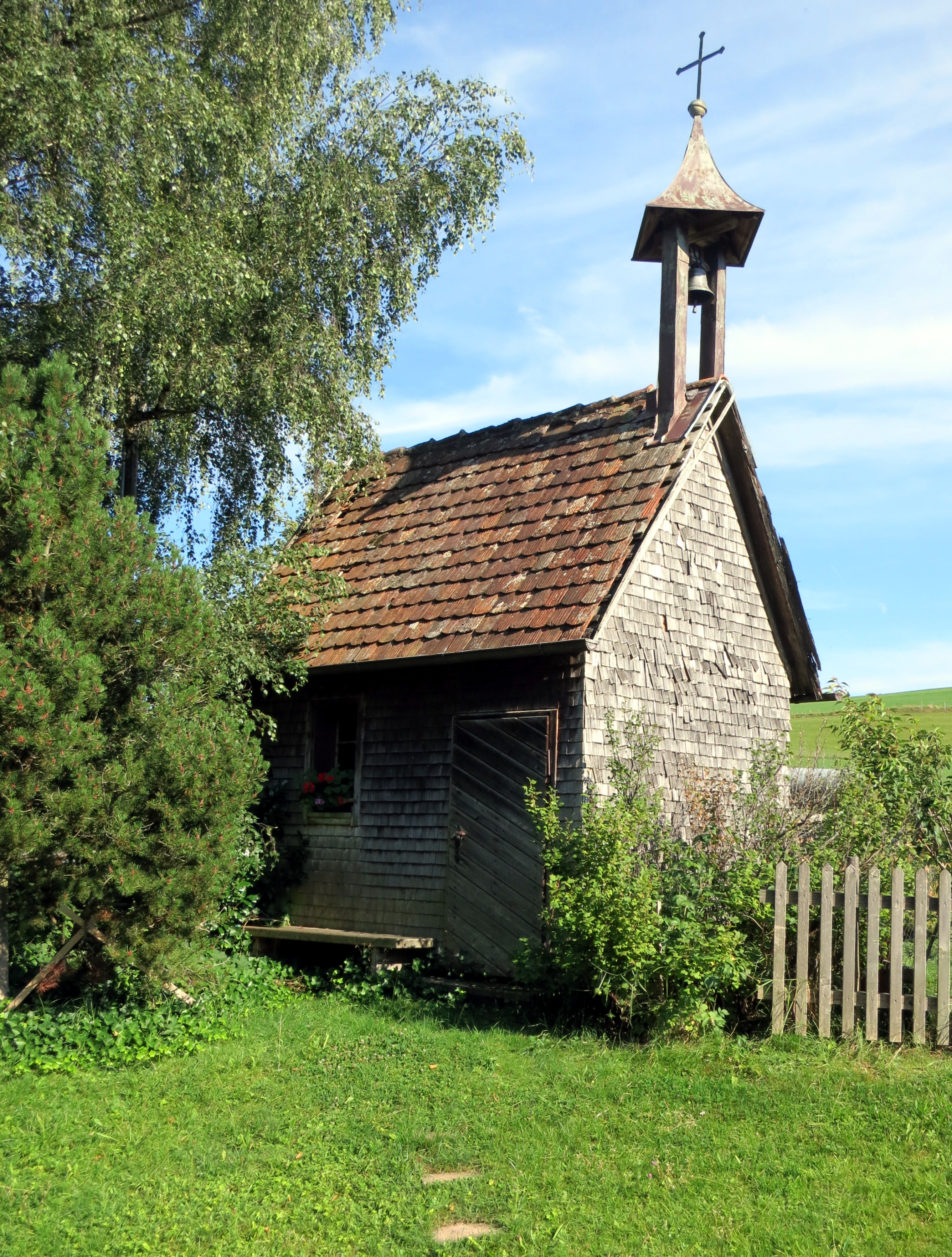
Hofkapelle in Kolben in einem Ortsteil von Wiggensbach

 Wallfahrtskapellen sind das Ziel christlicher Wallfahrten oder Prozessionen. Dort wird das Gnadenbild oder ein anderes religiöses Symbol verehrt, das häufig auf ein „Wunder“ (Marien- oder Heiligenerscheinung, Rettung aus Gefahr, Heilung etc.) zurückgeht. Die Kapellen wurden manchmal von dem oder den Begünstigten eines Wunders gestiftet, später jedoch häufig umgebaut und vergrößert. Manche Wallfahrtskapellen stehen an exponierter Stelle in der sie umgebenden Landschaft (z. B. auf einer Anhöhe, über einer Quelle oder in einem Flusstal).
Privatkapellen
 Nach dem Vorbild des fränkischen Königspalastes wurden an weltlichen und geistlichen Höfen Kapellen als private Bet- und Andachtsräume der Palastherren eingerichtet. Diese sind sodann nach Ortslage, dem Träger oder Auftraggeber betitelt: Pfalz-, Burg-, Schloss-, Bischofskapelle, Sixtinische Kapelle. Auch in manchen Rats- und Bürgerhäusern befinden sich solche Gottesdiensträume, in denen vornehmlich Reliquien, Throninsignien, Urkunden oder Siegel aufbewahrt werden.

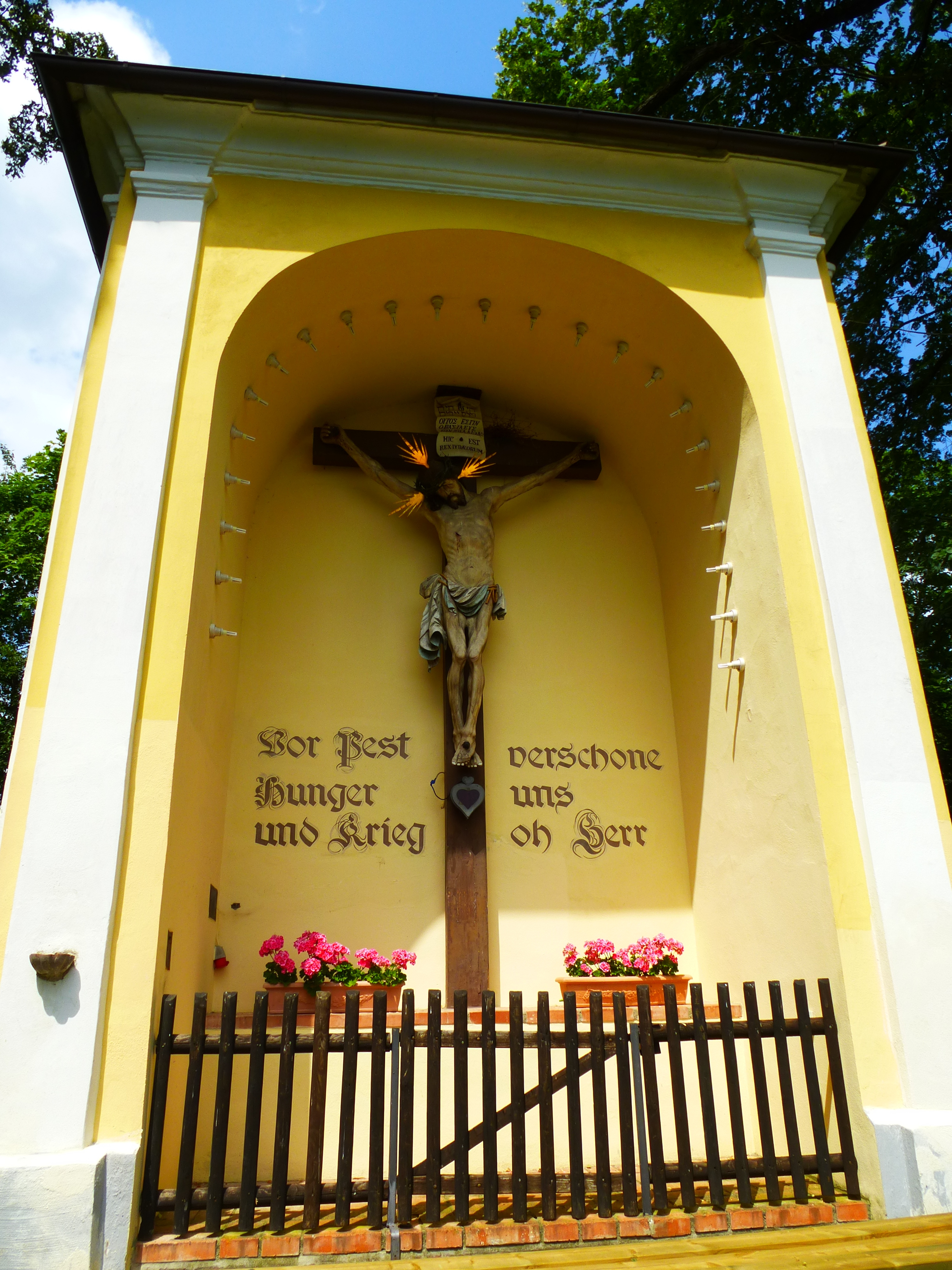
Pestkapelle auf dem Herrnberg in Wörth an der Donau

 Hofkapellen

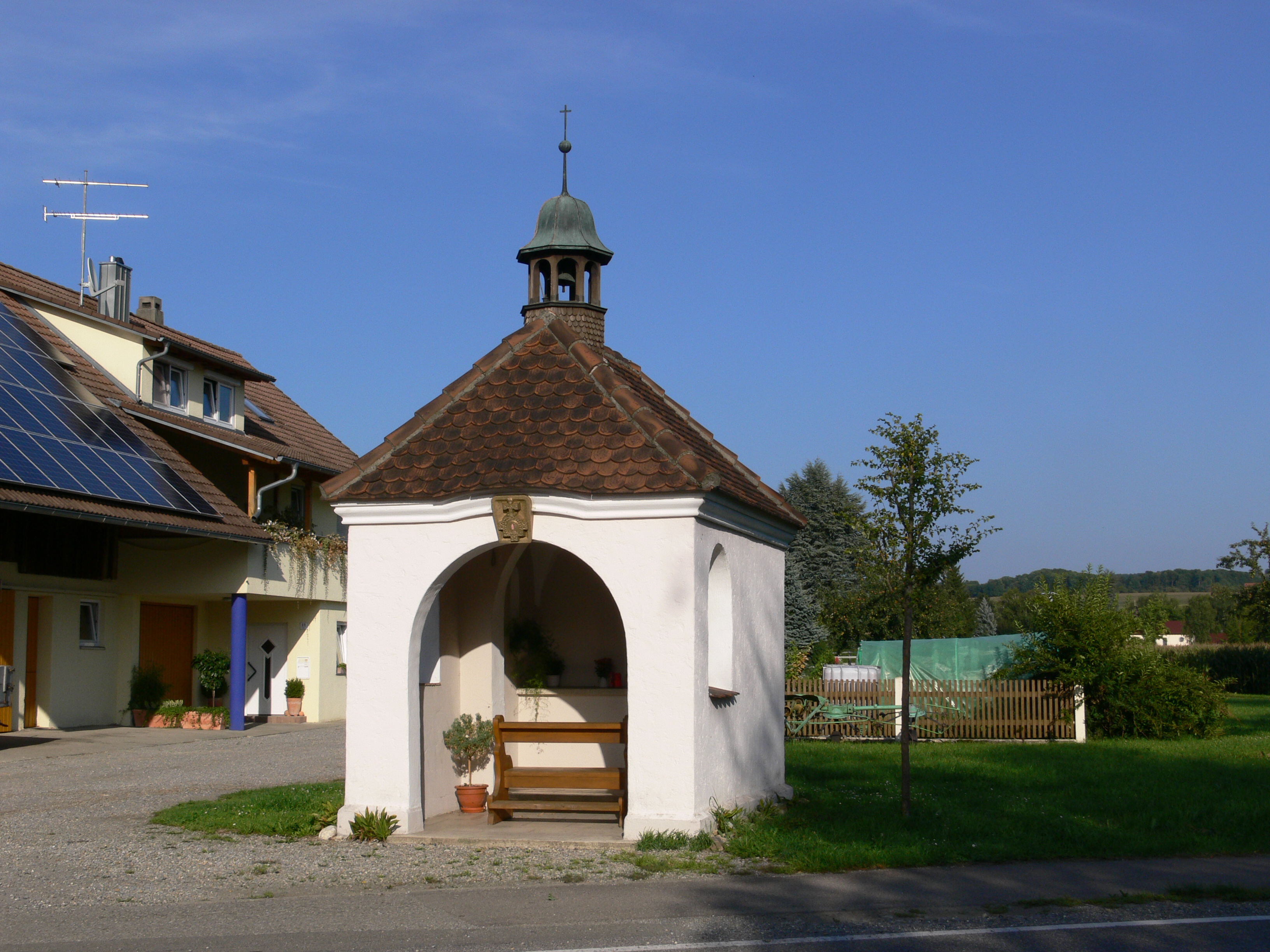
Hofkapelle in Baienfurt, Landkreis Ravensburg

  Hofkapellen sind Kleinkirchen oder Bildstöcke, die einem oder mehreren Bauernhöfen zugeordnet sind und häufig von den Bauernfamilien auf ihrer Hofstelle oder in der Nähe gestiftet und erbaut wurden. Sie dienen gelegentlichen Andachten oder dem Rosenkranzgebet der umliegenden Familien. Gelegentlich, etwa an jährlichen Gedenktagen, findet eine heilige Messe dort statt, und Hofkapellen können örtlich Segensstationen bei Flurprozessionen oder der Fronleichnamsprozession sein. Viele zum Teil aufwändig ausgestattete Hofkapellen stehen unter Denkmalschutz.
 Wegkapellen
Wegkapellen sind kleine Kapellen, oft an Wegkreuzungen oder Abzweigungen. Manchmal werden sie auch Heiligenhäuschen genannt; die Abgrenzung zum Flurdenkmal und zum Bildstock bzw. Breitpfeiler ist fließend. Manche Kapellen gehen auf ältere überdachte oder umbaute Wegkreuze und -steine zurück. Entlang von Pilgerwegen sind „Stationskapellen“ entstanden.
Votivkapellen
 Einzelpersonen, Vereine, Bruderschaften oder Dorfgemeinschaften haben aus Dankbarkeit oder infolge eines Gelübdes Votivkapellen errichtet. Zahlreiche – meist dem Pestheiligen Rochus geweihte – „Pestkapellen“ erinnern an Opfer einer Pestepidemie, z. B. die Pestkapelle (Cochem) oder die Pestkapelle (Waith), oder wurden errichtet, wenn der Ort von der Pest verschont blieb.
 Einsiedlerkapellen
 Vor allem im südeuropäischen Raum gibt es zahlreiche „Einsiedlerkapellen“ (spanisch ermitas). In den meisten Fällen lebten hier keine Einsiedler, sondern sie dienten als ein- oder zweimal jährlich besuchte Wallfahrts- und Prozessionskapellen.
Friedenskapellen
 Sind dem Frieden bzw. dem Gedenken an die Opfer von Kriegen gewidmet.
Autobahnkapellen
 Dienen zur ganz überwiegend individuellen, anonymen und zeitlich beliebigen Einkehr und Besinnung für die Autoreisenden.

## Kirchenrechtlicher oder liturgischer Begriff

### Römisch-katholische Kirche
Eine Kapelle (lateinisch oratorium) ist im kanonischen Recht „für den Gottesdienst zugunsten einer Gemeinschaft oder eines dort zusammenkommenden Kreises von Gläubigen“ (1223  CIC) bestimmt. Dort können Gottesdienste gefeiert und Sakramente gespendet werden. Dem Ortspfarrer obliegende pfarrliche Handlungen wie Eucharistie, Taufe, Trauung, Begräbnis (530  CIC) bedürfen bei Vornahme durch andere Geistliche seiner Zustimmung.
Eine Sonderform ist die Privatkapelle (lateinisch sacellum privatum), die zugunsten einer einzelnen oder mehrerer physischer Personen bestimmt ist (1226  CIC).
Wie die Einrichtung einer Kirche, bedarf auch die Kapelle oder Privatkapelle der Zustimmung des zuständigen Ordinarius (1228  CIC). Für Kapellen und Privatkapellen ist aber keine Kirchweihe vorgesehen, jedoch eine Segnung angemessen.
Eine Kapelle (oratorium) kann – etwa in räumlich großen Pfarreien – „zugunsten der Gläubigen“ einen eigenen Taufbrunnen haben, wenn der Diözesanbischof es genehmigt (858§ 2  CIC). Falls eine Kapelle ständig für Gläubige geöffnet ist, finden dort die vorgeschriebenen Spendensammlungen für pfarrliche, diözesane, nationale oder gesamtkirchliche Vorhaben statt (1266  CIC).
Wenn die Nutzung als Gottesdienstraum nicht mehr möglich ist oder schwerwiegende Gründe dafür sprechen, kann eine Kapelle mit Zustimmung des Ordinarius durch Profanierung „profanem, aber nicht unwürdigem Gebrauch“ zurückgegeben werden (1222  CIC), wobei Altarplatte, Reliquien und liturgische Gerätschaften zu bergen und einer nicht unwürdigen, wo möglich anderweitigen liturgischen Verwendung zuzuführen sind (1238  CIC).

### Protestantismus
In der Evangelischen Kirche werden die Gottesdienstgebäude von kleinen evangelischen Gemeinden im offiziellen deutschen Sprachgebrauch Kapelle genannt, sofern sie nicht eine eigene historische Bezeichnung wie beispielsweise „Klosterkirche“ tragen. Die zugehörige evangelische Gemeinde trägt dann den Namen Kapellengemeinde, das zuständige Leitungsgremium heißt Kapellenvorstand, die Mitglieder des Kapellenvorstandes sind Kapellenvorsteher. Die Kapellengemeinde besitzt keine eigene Pfarrstelle und ist deshalb ohne Verlust ihrer Selbstständigkeit einer oder einigen Kirchengemeinden zur gemeinsamen Nutzung der Pfarrstelle zugeordnet.
In Österreich ist die Entsprechung einer katholischen Kapelle die Predigtstelle.

### Freikirchen

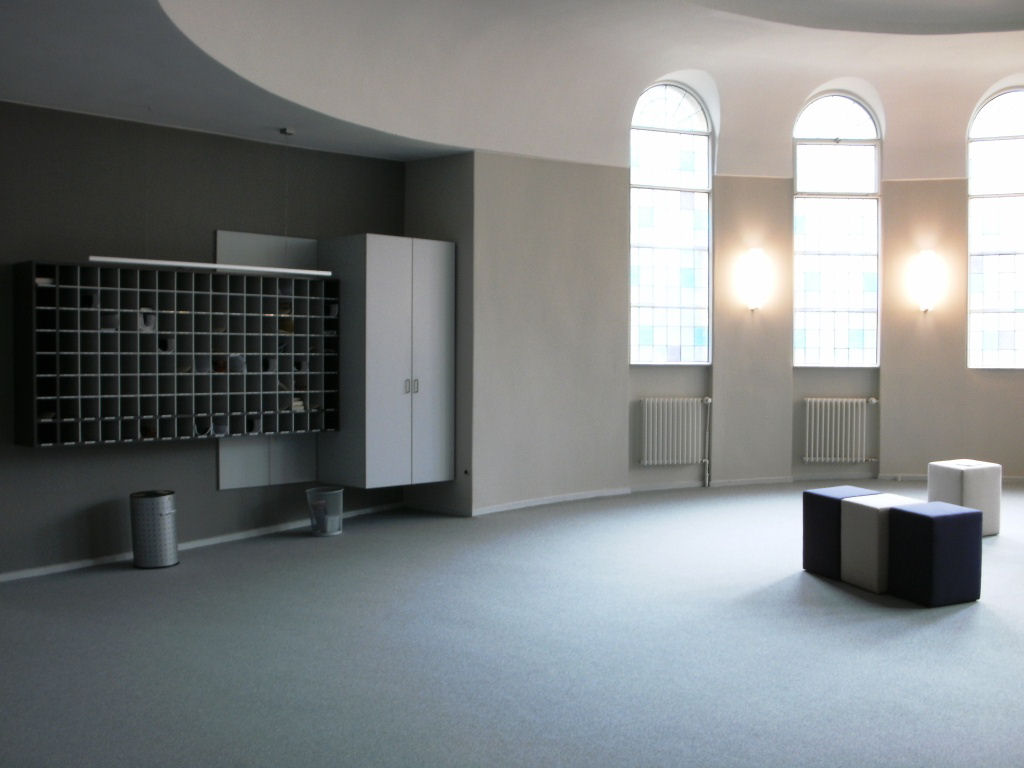
Typisch für baptistische Kapellen, Kirchen und Gemeindehäuser: Postfächer für kirchliche Druckerzeugnisse und Mitteilungen an die Gemeindemitglieder

Im deutschen Sprachraum wird, unabhängig von der Größe, auch die gottesdienstliche Versammlungsstätte einer Freikirche oft als Kapelle bezeichnet. Das Versammlungsgebäude der Siebenten-Tags-Adventisten heißt vielerorts „Adventkapelle“ oder auch Adventhaus.
In dem Bemühen, sich von den Volks- und Staatskirchen abzugrenzen, suchten freikirchliche Gemeinden im 19. Jahrhundert nach einer Bezeichnung für ihre gottesdienstlichen Versammlungsstätten. Anfangs nannten sie ihre zunächst in umgebauten Wohnhäusern und Ställen untergebrachten Gotteshäuser schlicht „Versammlungslocale“. Mit Beginn des freikirchlichen Kirchenbaus wurde der biblische Begriff Bethaus verwendet. In Anlehnung an die kongregationalistische chapel des englischen Sprachraums setzte sich im Weiteren der Begriff Kapelle durch. Das war ein schlichter Saalbau ohne Glockenturm. Aufgrund obrigkeitlicher Verfügung durften freikirchliche Kapellen (ähnlich den Synagogen) oft nur als Hinterhofbebauung (Hofkirche) errichtet werden.

Die Inneneinrichtung dieser Kapellen war auf das Notwendigste beschränkt: Bänke, zentrale Kanzel, Abendmahlstisch in der Baptisten- oder Altar in der Methodistenkapelle, Harmonium (in seltenen Fällen eine Orgel) und häufig eine Empore. An der inneren Stirnwand befand sich ein schlichtes Kreuz und oft auch eine Inschrift mit biblischem oder evangelistischem Inhalt. Das Gemeindeleben der Freikirchen bestand nicht nur aus Sonntagsgottesdiensten, deshalb gehörte teilweise eine Küche, Toiletten und Gruppenräume schon früh zur Ausstattung freikirchlicher Kapellen. Typisch für den Eingangsbereich einer Baptistenkapelle sind auch die sogenannten „Postfächer“, über die Informationen an die Gemeindemitglieder verteilt werden. Zur Benennung der Gemeindehäuser schreibt der baptistische Professor für Kirchengeschichte Günter Balders: 

„Lassen sich frühere Kapellennamen unter dem Leitmotiv Erlebnisgemeinschaft des Volkes Gottes zusammenfassen (mit einer Vorliebe für Alttestamentliches: Bethel-, Eben-Ezer-, Immanuel-, Zions- und Zoar-Kapelle), so werden heute Bezeichnungen aus dem Bereich der Christusverkündigung bevorzugt: Christus-, Kreuz-, Auferstehungs- und Friedenskapelle. Ein weiterer Trend lässt sich beobachten: Kapellen werden im freikirchlichen Bereich zunehmend zu Kirchen und Gemeindezentren“

Allerdings tragen freikirchliche Kapellen nur gelegentlich Namen, meist werden sie – der eher schlichten, prunklosen und wenig repräsentativen Ausstattung und der Scheu vor jeglichem Personenkult entsprechend – lediglich mit dem Straßennamen bezeichnet (Berlin-Schmidtstraße, Kassel-Möncheberg[-straße]).
Sowohl im freikirchlichen Bereich als auch in Kreisen der Gemeinschaftsbewegung entwickelte sich im 19. Jahrhundert eine regelrechte „Kapellenfrömmigkeit“. Das Lied des Methodisten Ernst Gebhardts ist ein Beleg dafür.
Ich weiß eine liebe Kapelle, da weilet mein Herze so gern;

da sing ich mit meinen Geschwistern Loblieder zum Preise des Herrn.

   ||: Pilger, komm, komm, komm zur Kapelle, bald weilst du gewiss hier auch gern!

   Da findest du liebe Geschwister; komm, singe zum Preise des Herrn! :||

Wer kennt diese liebe Kapelle, zu der mein Verlangen stets geht?

Da glühen in Andacht die Herzen in brünstigem heißen Gebet.

O Pilger, du kennst die Kapelle. Sie stehet am friedlichen Ort.

Da höret man heilige Zeugen verkünden das lautere Wort.

Kapelle, du Vorhof des Himmels, in dir fand mein Herz Gottes Haus,

an meines Immanuels Herzen ruh’ ewig im Frieden ich aus!
Ausdruck von „Kapellenfrömmigkeit“ ist auch der Smash-Hit von Elvis Presley aus der Mitte der 1960er-Jahre: You saw me crying in the chapel. Die letzte Strophe dieses Liedes lautet:
Take your troubles to the chapel

Get down on your knees and pray

Your burdens will be lighter

And you'll surely find the way.

Beobachtungen anderer Verhaltensweisen scheinen dazu im Widerspruch zu stehen. Diese werden gelegentlich drastisch geschildert und kritisiert: 

„Versammlungsräume und das dazu passende Verhalten der am Gottesdienst Teilnehmenden unterscheiden sich kaum von den Gepflogenheiten in Privaträumen. ... Zwingt eine katholische Kirche durch die symbolische Realpräsenz des Heiligen ... zur Andacht und Stille, so animieren die religiösen Zweckbauten baptistischer und anderer freikirchlicher Provenienz (sofern kein originärer Neubau vorliegt, handet es sich aus Kostengründen oft um ehemalige Fabriken, Lagerhallen oder Kinos) oft zu ausgelassener Heiterkeit und Privatkonversationen in nicht unbeträchtlicher Lautstärke vor, nach und manchmal auch während des Gottesdienstes. ... Bereits die Architektur und Gestaltung unserer Gemeindezentren (die früher einmal „Gotteshäuser“ genannt wurden!), die sich immer häufiger durch die Ablagerung nicht mehr benötigter selbstgebatikter Artefakte, halbvertrockneter Pflanzen und eines gigantischen elektronischen Equipments ohne jedes Gefühl für Raumästhetik ausweisen, machen auf die Profanität aufmerksam, die mit dem Raum auch die Zeit vieler freikirchlicher Gottesdienste beherrscht.“

## Bilder von Kapellen

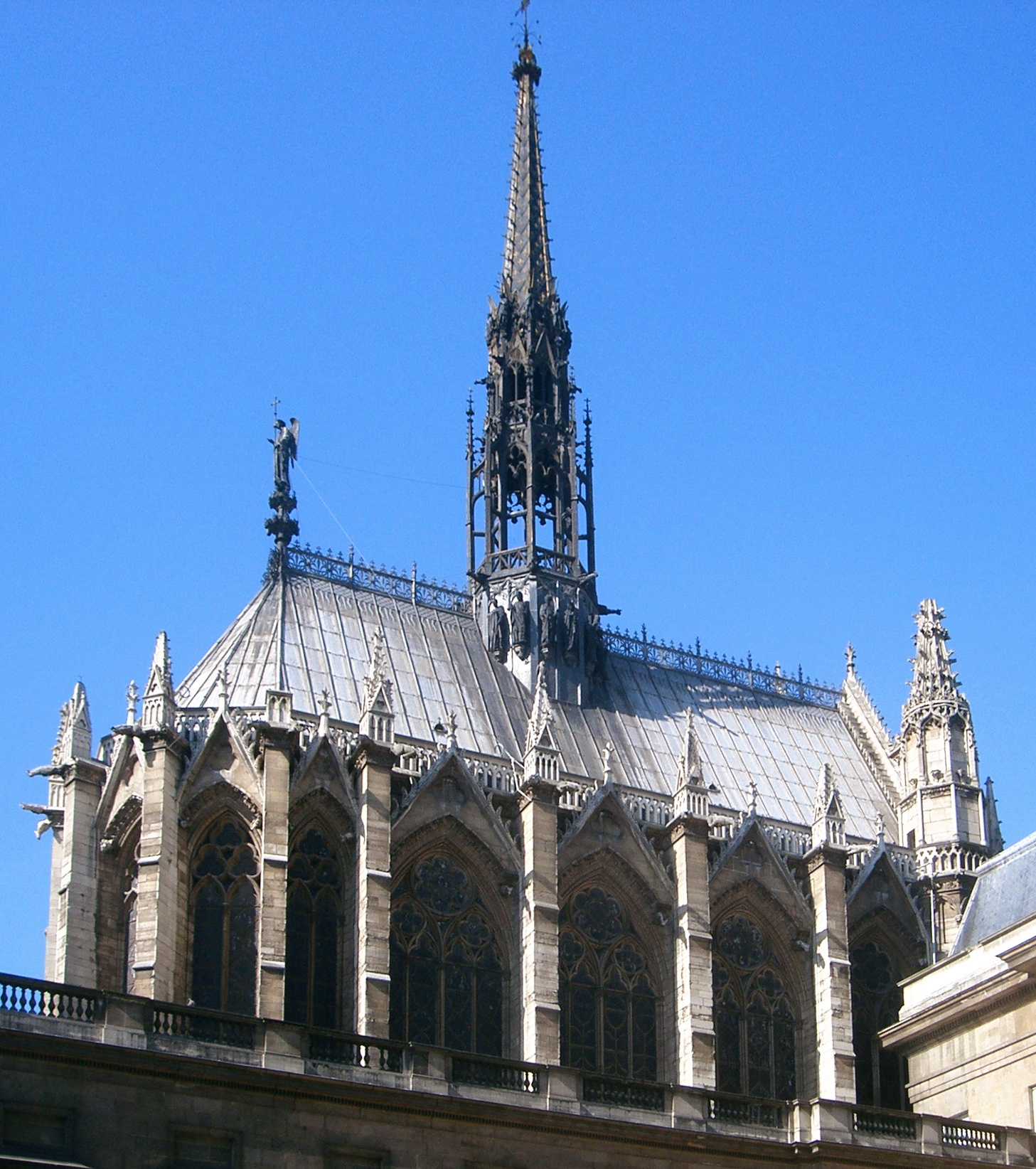
Palastkapelle Sainte-Chapelle in Paris (13. Jh.)
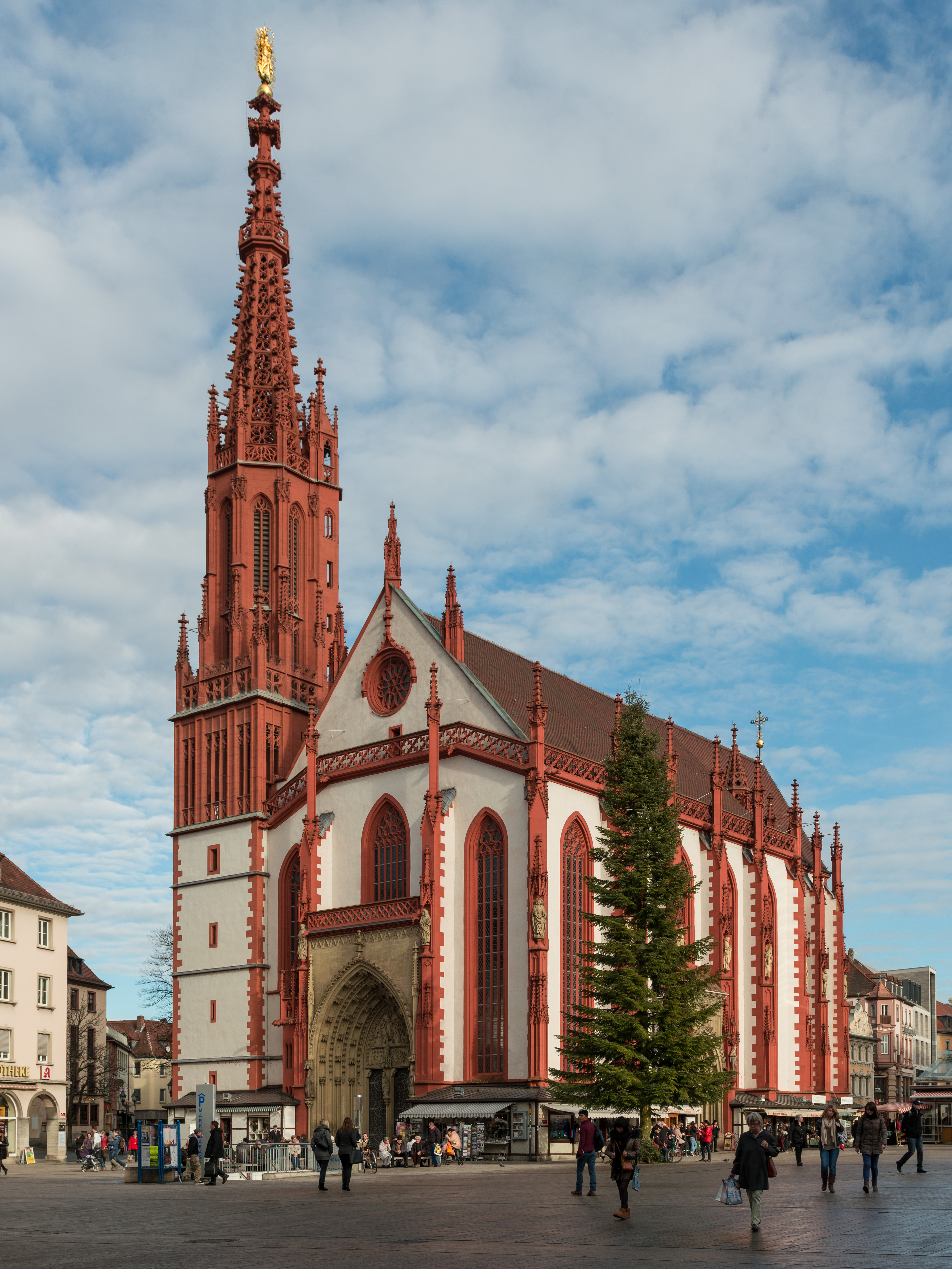
Marienkapelle (Würzburg) (14. Jh.)
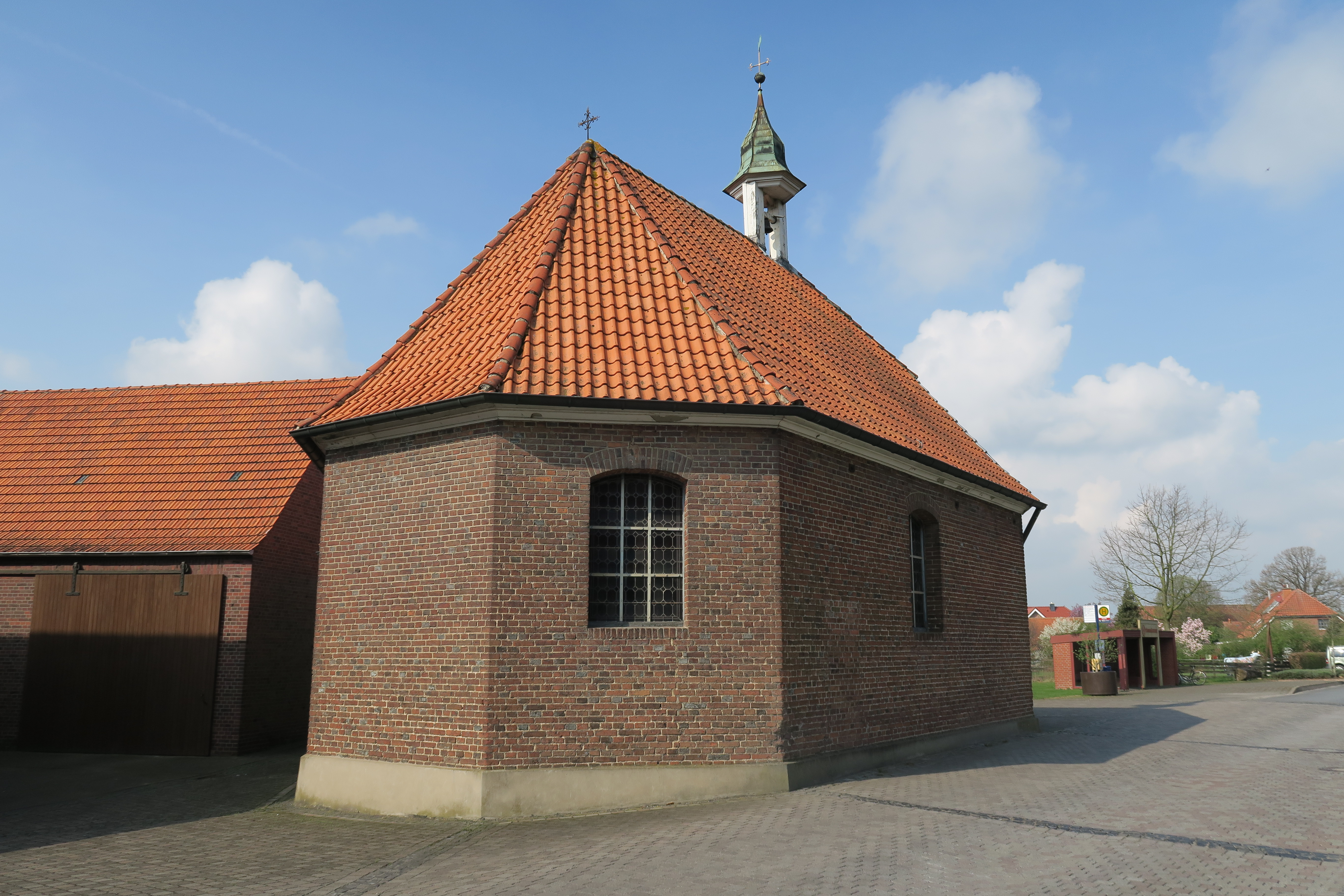
Kapelle St. Antonius in Tönnishäuschen
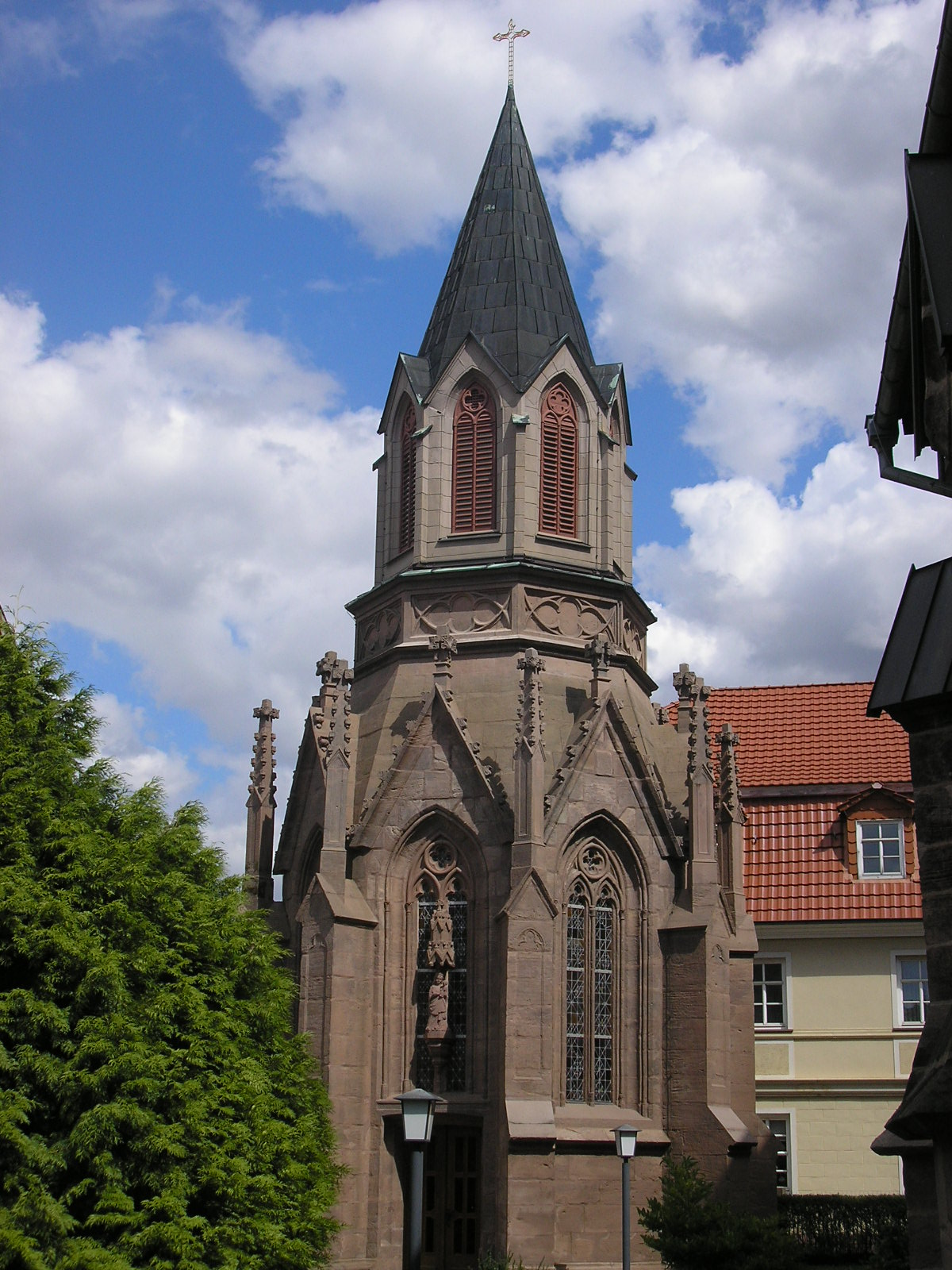
Kapelle neben der St.-Aegidien-Kirche in Heiligenstadt
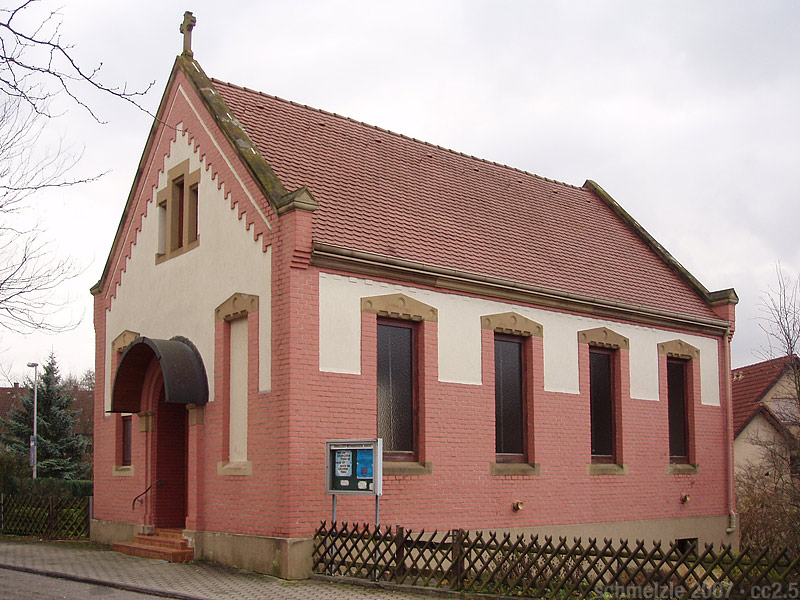
Methodistenkapelle in Sontheim
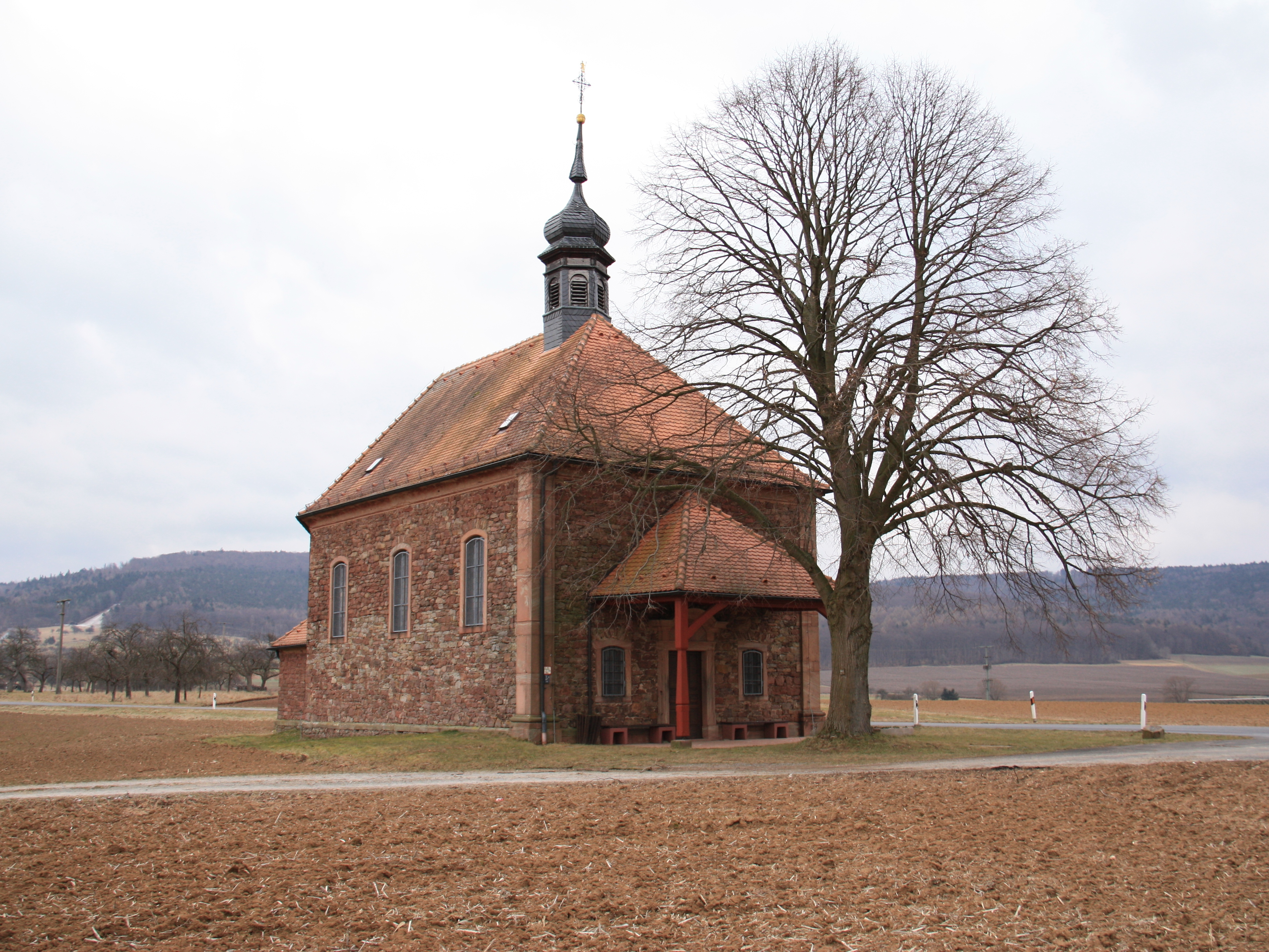
Wendelinuskapelle bei Mönchberg (1744)
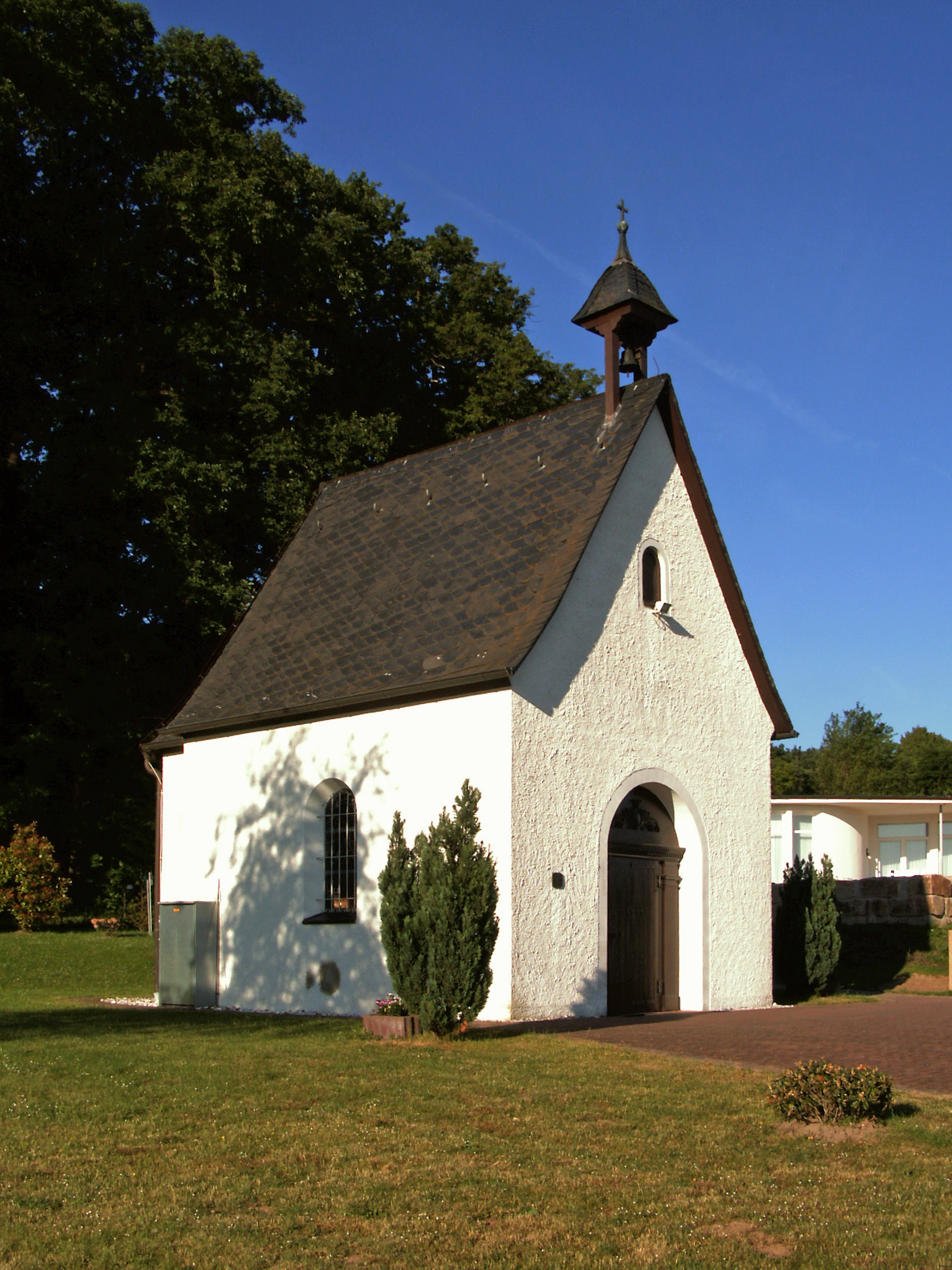
Ein Schönstattkapellchen
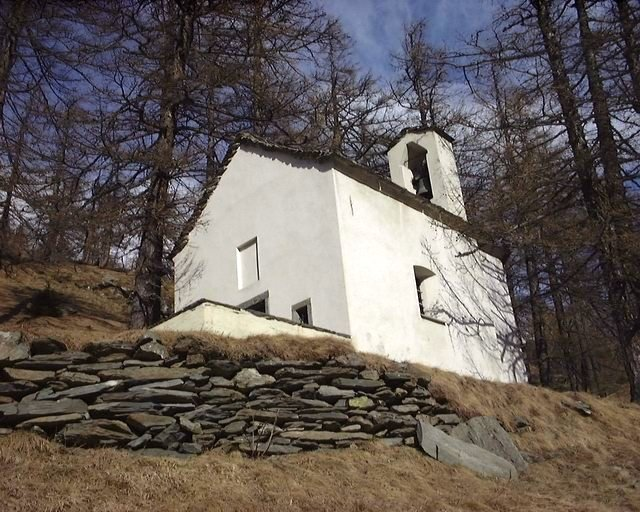
Bleiken-Kapelle bei Simplon Dorf
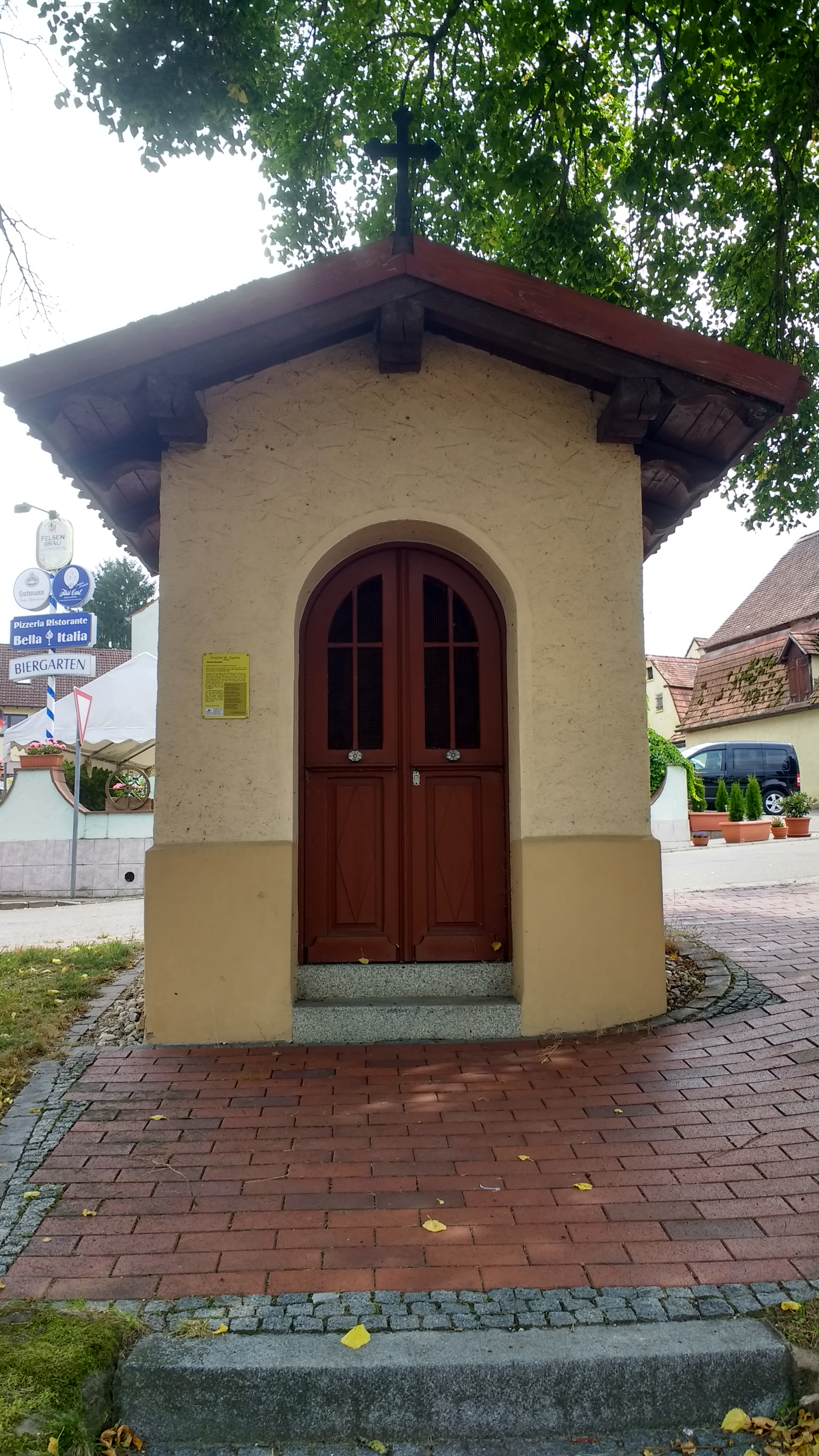
Hueber-Kapelle in Pleinfeld
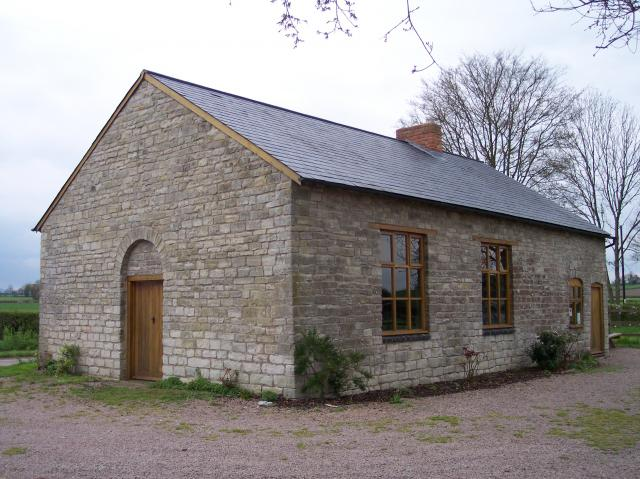
Die Gadfield Elm Chapel
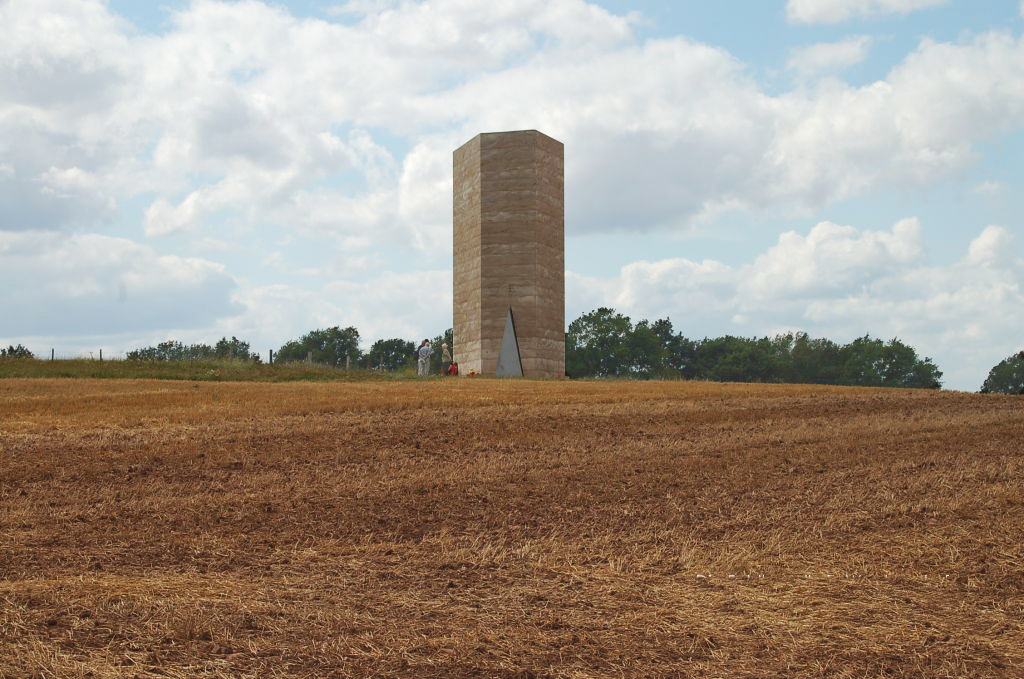
Bruder-Klaus-Feldkapelle (2007)
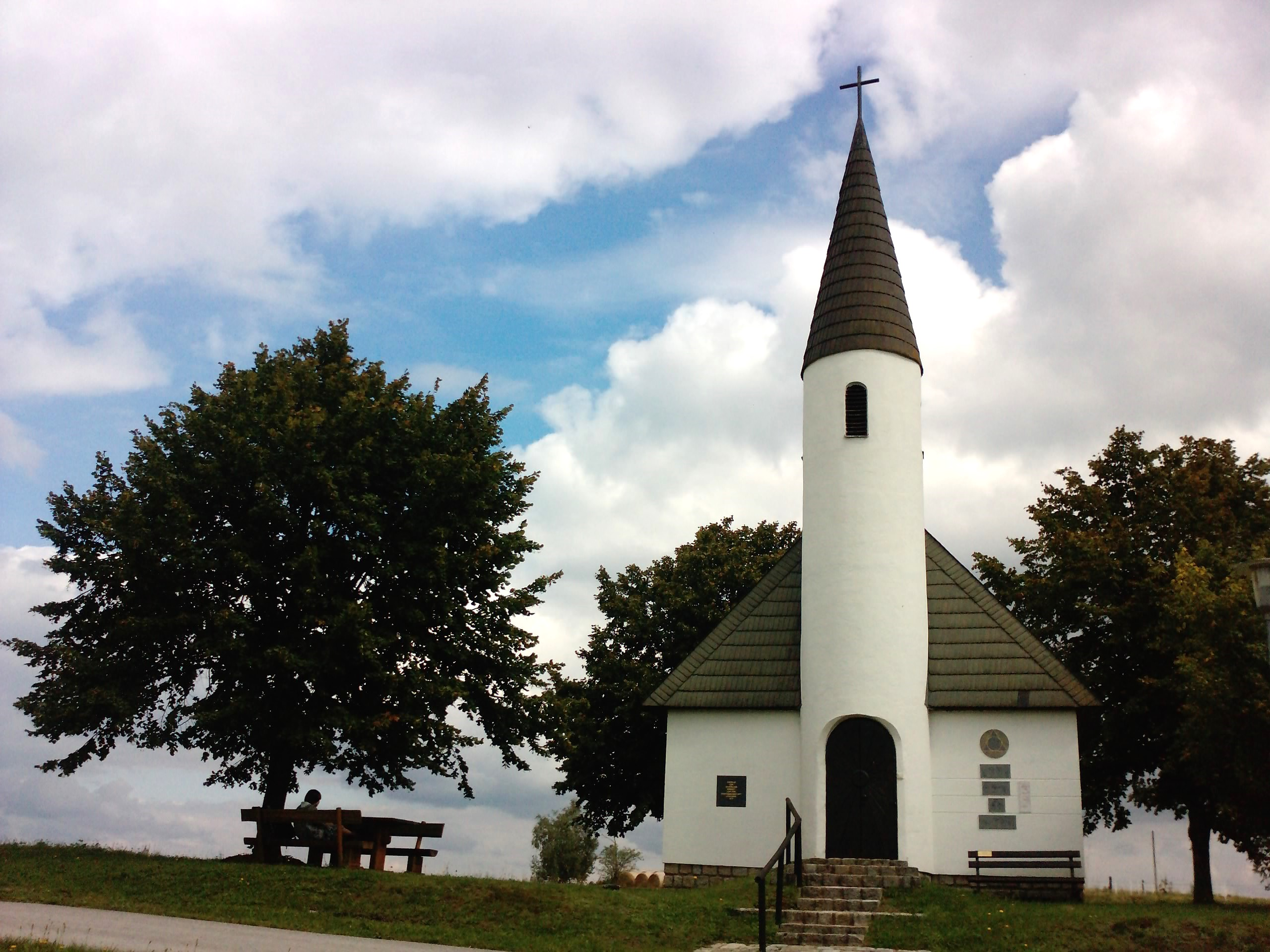
Kapelle für Gehörlose in Loimanns, Niederösterreich

## Heraldik
In der Heraldik ist die Kapelle eine gemeine Figur und wird sehr vielfältig dargestellt. Von der Wappenfigur Kirche (Heraldik) ist die Figur Kapelle zu unterscheiden. Die heraldische Darstellung einer Kirche ohne Turm wird als Kapelle blasoniert. Wichtig ist zur Abgrenzung ein entsprechender Dachreiter.